# Gerbillus rupicola
Gerbillus rupicola is een zoogdier uit de familie van de Muridae. De wetenschappelijke naam van de soort werd voor het eerst geldig gepubliceerd door Granjon, Aniskin, Volobouev & Sicard in 2002.

## Voorkomen
De soort komt voor in Mali.